# Euproctis kamburonga
Euproctis kamburonga är en fjärilsart som beskrevs av Holloway 1976. Euproctis kamburonga ingår i släktet Euproctis och familjen tofsspinnare. Inga underarter finns listade i Catalogue of Life.